# Ngô Khuất Vũ
Ngô Khuất Vũ (chữ Hán: 吳屈羽), là vị vua thứ 12 của nước Ngô tồn tại từ cuối thời nhà Thương sang thời Đông Chu trong lịch sử Trung Quốc.
Ông mang họ Cơ, là con của Ngô Chu Giao – vua thứ 11 nước Ngô.
Sử sách không ghi chép thời gian ông làm vua, không rõ năm bắt đầu, năm mất và các sự kiện trong thời gian ông ở ngôi.
Sau khi ông mất, con ông là Cơ Di Ngô lên nối ngôi.